# 스냅 (소프트웨어)
스냅(Snap)은 리눅스 커널과 systemd init 시스템을 사용하는 운영 체제용으로 캐노니컬에서 개발한 소프트웨어 패키징 및 배포 시스템이다. snap이라고 불리는 패키지와 이를 사용하는 도구인 snapd는 다양한 리눅스 배포판에서 작동하며 업스트림 소프트웨어 개발자가 애플리케이션을 사용자에게 직접 배포할 수 있도록 해준다. 스냅은 호스트 시스템에 대한 중재 액세스를 통해 샌드박스에서 실행되는 독립형 애플리케이션이다. 스냅은 원래 클라우드 애플리케이션용으로 출시되었지만 나중에 사물 인터넷 장치 및 데스크톱 애플리케이션에서도 작동하도록 포팅되었다.

## 같이 보기
- 그놈 소프트웨어
- KDE
- 데비안
- 시냅틱 꾸러미 관리자